# Cicurina arcata
Cicurina arcata is een spinnensoort in de taxonomische indeling van de kaardertjes (Dictynidae).
Het dier behoort tot het geslacht Cicurina. De wetenschappelijke naam van de soort werd voor het eerst geldig gepubliceerd in 1940 door Ralph Vary Chamberlin  & Wilton Ivie.